# ロンスエン
ロンスエン （ベトナム語：Thành phố Long Xuyên, 漢字：城庯龍川  発音, 発音は正しく「ロンシュエン」ともいい） は、ベトナム南部のアンザン省の都市で、同省の省都。
ホアハオ教の中心都市である。カンボジア国境の街チャウドックに至る途上にあり、カンボジアとの往来の旅行者が多い。国境からの距離は約45km。

## 行政区画
以下の11坊2社から構成される。
- ビンドゥク坊（Bình Đức / 平德）
- ビンカイン坊（Bình Khánh / 平慶）
- ドンスエン坊（Đông Xuyên / 東川）
- ミービン坊（Mỹ Bình / 美平）
- ミーホア坊（Mỹ Hòa / 美和）
- ミーロン坊（Mỹ Long / 美龍）
- ミーフオック坊（Mỹ Phước / 美福）
- ミークイ坊（Mỹ Quý / 美貴）
- ミータイン坊（Mỹ Thạnh / 美盛）
- ミートイ坊（Mỹ Thới / 美泰）
- ミースエン坊（Mỹ Xuyên / 美川）
- ミーホアフン社（Mỹ Hòa Hưng / 美和興）
- ミーカイン社（Mỹ Khánh / 美慶）